# Samuel De Wilde
Pour les articles homonymes, voir De Wilde.
Samuel De Wilde, né entre 1747 et 1751 à Londres et mort le 19 janvier 1832, est un peintre et graveur.

## Biographie
Les date et lieu de naissance ne font pas consensus parmi les sources : il serait né en 1747, 1748, ou 1751 en Hollande ou à Londres ; le seul document avéré étant son acte de baptême, daté du 28 juillet 1751, à l'église néerlandaise Austin Friars de Londres,. Il est le fils de parents hollandais,, dont le père est un menuisier installé à Londres en 1748.
À partir du 19 novembre 1765, il devient l'apprenti, pour une période prévue de sept ans, de son parrain Samuel Haworth, menuisier à Londres. Toutefois, il part après cinq ans et s'inscrit comme étudiant à l'Académie royale en 1769,.
Samuel de Wilde expose d'abord à la Society of Artists en 1776, puis à la Royal Academy de Londres entre 1778 et 1821,. Il peint des portraits, dont beaucoup d'acteurs,.
Il produit des tableaux et des dessins pour illustrer des pièces de théâtre destinés à être gravés, pour les éditeurs John Bell (en) puis George Cawthorn.
Il réalise également des gravures qu'il signe sous le pseudonyme de Paul.
Il meurt le 19 janvier 1832 à l'âge de 84 ans.

## Œuvres
- Portait de Richard "Dicky" Suett (en)[8]
- Portait de l'acteur Charles Macklin (musée de Dublin)[9]
- Wm Farren dans le rôle du Lord Ogbedy (Victoria and Albert, Londres)[9]
- John Liston, dans le rôle de pompée[9]
- Music, huile sur toile, 1801[10].

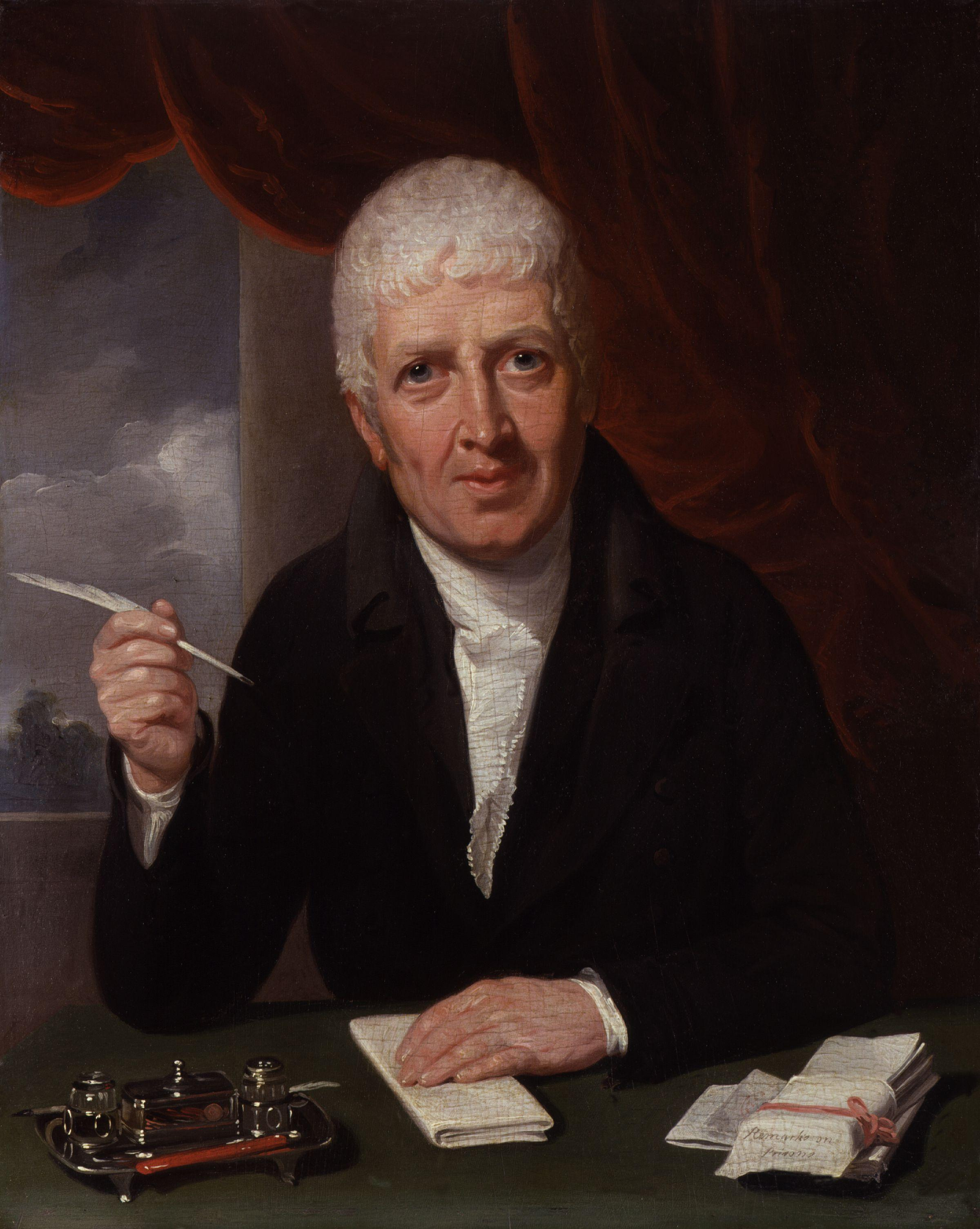
Portrait de James Neild (en).
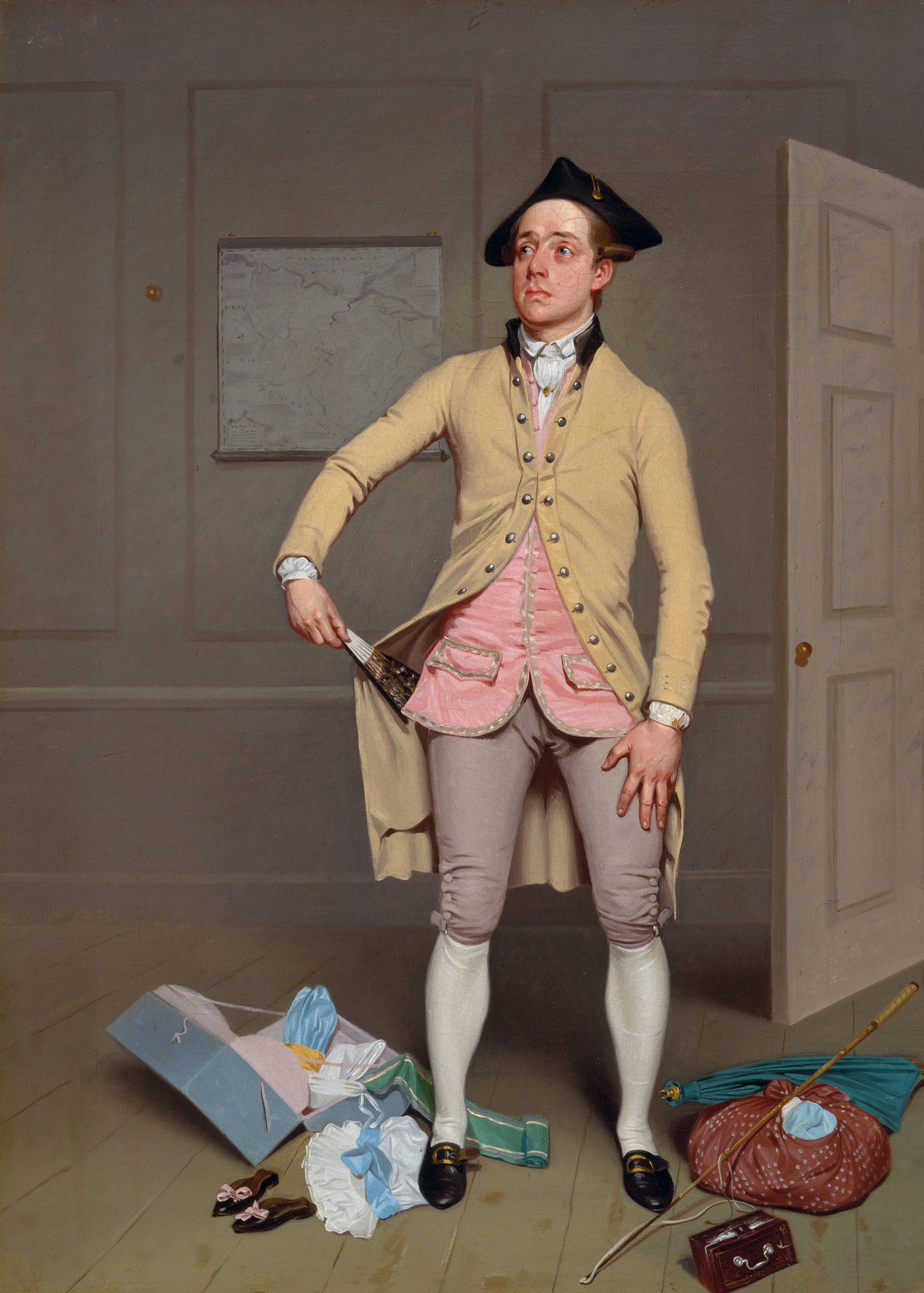
Samuel Thomas Russell (1766-1845) dans le rôle de Jerry Sneak dans The Mayor of Garratt, une pièce de Samuel Foote. Huile sur toile, entre 1810 et 1811[11].